# Poul Michelsen

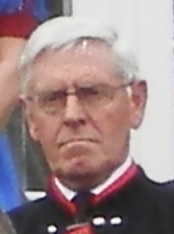
Poul Michelsen

Poul Johan Sundberg Michelsen (* 22. Juli 1944) ist ein färöischer Geschäftsmann und Politiker. Er war von 1981 bis 1992 Bürgermeister von Tórshavn. Poul Michelsen ist Vorsitzender der Fortschrittspartei Framsókn und war bis Mitte September 2015 deren Abgeordneter im Løgting. Seitdem ist er Minister für Handel und Industrie sowie Minister für Äußeres in der färöischen Landesregierung.

## Geschäftsmann
Nach einer Ausbildung im Handels- und Lebensmittelbereich gründete Poul Michelsen 1974 in seinem Keller einen Betrieb für Kühl- und Tiefkühlprodukte. Das Geschäft entwickelte sich in den darauffolgenden Jahren so gut, dass 1977 die Aktiengesellschaft P/F Poul Michelsen gegründet werden konnte. Das heutige, ca. 5.200 m² umfassende Großhandelsgebäude wurde 1979 in Betrieb genommen. P/F Poul Michelsen (auch PM Heilsøla/Wholesale oder kurz PM genannt) hat heute ca. 35–40 Mitarbeiter im Kernbetrieb und bietet neben Kühl- und Tiefkühlprodukten auch Obst, Gemüse und Backwaren sowie Lieferung von Speisen und Getränken und weitere Dienstleistungen an.
Poul Michelsen hat nach Übernahme des Ministeramts im September 2015 die Leitung seines Unternehmens abgegeben.

## Politiker
Von 1981 bis 1992 war er Bürgermeister der färöischen Hauptstadt Tórshavn. Er saß von 1984 bis 1990 sowie von 2002 bis 2010 als Abgeordneter für Fólkaflokkurin im Løgting und war im Laufe seiner langen politischen Laufbahn Mitglied in zahlreichen parlamentarischen Ausschüssen (Kultur, Finanzen, Justiz, Handel, Umwelt). Von 1989 bis 1990 war er zudem stellvertretender Løgtingspräsident.
Nachdem Michelsen gut 40 Jahre dem Fólkaflokkurin angehört hatte, beendete er im Oktober 2010 seine Mitgliedschaft. Er war zu der Auffassung gelangt, dass die Partei ihre Werte und Ideale verraten habe. Michelsen vermisste eine wirklich liberale Haltung auf sozialem und wirtschaftlichem Gebiet. Auch ging ihm die Ausrichtung der Partei hinsichtlich Selbstbestimmung und Unabhängigkeit der Färöer von Dänemark nicht weit genug. Insbesondere Anfinn Kallsberg betrachtete er damals als Hindernis für überfällige  Reformen.
Im April 2011 gründete er gemeinsam mit anderen Unzufriedenen eine neue liberale Partei mit Namen Framsókn (Fortschritt), zu deren ersten Vorsitzenden er auf der Gründungsversammlung gewählt wurde. Der Fortschrittspartei gelang 2011 direkt der Einzug ins Parlament und Poul Michelsen ist seitdem Abgeordneter für Framsókn im Løgting.
Am 15. September 2015 wurde er Minister für Handel und Industrie sowie Minister für Äußeres in der neugebildeten färöischen Landesregierung unter Ministerpräsident Aksel V. Johannesen.

## Familie
Poul Michelsen, Sohn von Johan und Paula Michelsen (geb. Sundberg), ist mit der Schriftstellerin Sólrún Michelsen, geb. Midjord verheiratet. Das Paar hat drei Kinder.

## Sonstiges
Michelsen war über mehrere Jahre Generalkonsul von Finnland auf den Färöern. Zudem war er von 1966 bis 1975 färöischer Meister im Badminton.